# Protodipseudopsis sjoestedti
Protodipseudopsis sjoestedti är en nattsländeart som beskrevs av Georg Ulmer 1909. Protodipseudopsis sjoestedti ingår i släktet Protodipseudopsis och familjen Dipseudopsidae. Inga underarter finns listade i Catalogue of Life.